# Lomtjärnen (Voxna socken, Hälsingland, 679755-149260)
Lomtjärnen är en sjö i Ovanåkers kommun i Hälsingland och ingår i Ljusnans huvudavrinningsområde.